# Mikiah Brisco
Mikiah Janee Brisco, född 14 juli 1996, är en amerikansk kortdistanslöpare. Hon har tidigare även tävlat i häcklöpning.

## Karriär
I februari 2022 tog Brisco sitt andra guld på 60 meter vid amerikanska inomhusmästerskapen i Spokane efter ett lopp på 7,07 sekunder. I mars samma år vid inomhus-VM i Belgrad tog Brisco silver på 60 meter med ett nytt personbästa på 6,99 sekunder.

## Tävlingar

### Nationella
- Amerikanska friidrottsmästerskapen (inomhus):
  - 2020:  Guld – 60 meter (7,04 sekunder, Albuquerque)[5]
  - 2022:  Guld – 60 meter (7,07 sekunder, Spokane)[5]

## Personliga rekord
| Utomhus - 100 meter – 10,96 (Eugene, 10 juni 2017) - 200 meter – 22,59 (Tampa, 26 maj 2018) - 100 meter häck – 12,85 (Austin, 1 april 2017) | Inomhus - 60 meter – 6,99 (Belgrad, 18 mars 2022) - 200 meter – 22,81 (College Station, 25 februari 2018) - 60 meter häck – 7,98 (Fayetteville, 10 februari 2017) |